# Horișnie, Horohiv
Horișnie (în ucraineană Горішнє) este localitatea de reședință a comunei Horișnie din raionul Horohiv, regiunea Volînia, Ucraina.

## Demografie
Componența lingvistică a localității Horișnie
     Ucraineană (99,8%)
     Alte limbi (0,2%)
Conform recensământului din 2001, majoritatea populației localității Horișnie era vorbitoare de ucraineană (99,8%), existând în minoritate și vorbitori de alte limbi.